# Eric Bailly
Eric Bertrand Bailly (Bingerville, 12 de abril de 1994) es un futbolista marfileño que juega como defensa y su equipo es el Real Oviedo de la Primera División de España.

## Trayectoria

### España
Se incorporó a la cantera del Real Club Deportivo Espanyol en diciembre de 2011 a la edad de 17 años. Recibió un permiso para trabajar en octubre del año siguiente, una vez cumplida la mayoría de edad en la campaña 2013-14 debutó con las reservas en Segunda División B.
El 5 de octubre de 2014 debutó en la Primera División entrando como suplente en un partido en el que el R. C. D. Espanyol ganó 2-0 a la Real Sociedad. A los pocos días fue promovido al primer equipo.
El 29 de enero de 2015 se hace oficial su fichaje por el Villarreal Club de Fútbol, también de la Primera División. Su traspaso fue de 5 700 000 € y firmó un contrato por cinco campañas, para cubrir la baja que dejó la marcha de Gabriel Paulista al Arsenal F. C. Hizo su debut el 22 de febrero en la victoria del Villarreal por 1-0 contra la Sociedad Deportiva Eibar.
Su primer gol oficial con el Villarreal Club de Fútbol lo marcó el 22 de octubre de 2015 contra el Dinamo de Minsk.

### Manchester United F. C.
El 8 de junio de 2016 se hizo oficial su traspaso al Manchester United F. C. por una cifra aproximada de 40 000 000 de euros, convirtiéndose en la venta más cara en la historial del Villarreal doblando el precio de la de Santi Cazorla hecha en 2011. Firmó un contrato por cuatro años, con la posibilidad de extenderlo por dos años más.
El 24 de agosto de 2022 fue cedido al Olympique de Marsella por una temporada con opción de compra al final de la misma. Esta no se hizo efectiva y la siguiente abandonó definitivamente el conjunto mancuniano tras ser traspasado al Beşiktaş J. K. En este equipo estuvo hasta los últimos días del año, momento en el que llegó a un acuerdo para rescindir su contrato.
El 30 de diciembre de 2023 se hizo oficial su vuelta al Villarreal C. F. después de firmar hasta junio de 2025. Llegada esa fecha quedó libre al no ser renovado y después de haber participado en 25 encuentros en esta segunda etapa en el club.
El 18 de agosto de 2025, se hizo oficial su fichaje por el Real Oviedo hasta junio de 2027.

## Selección nacional
Hizo su debut internacional con la selección de fútbol de Costa de Marfil el 11 de enero de 2015, en la fase de grupos de la Copa Africana de Naciones 2015 contra la selección de fútbol de Nigeria, en Guinea Ecuatorial. Desde entonces ha jugado un total de 37 partidos internacionales con el combinado marfileño. Con su selección se ha proclamado campeón de la Copa Africana de Naciones 2015.

## Estadísticas

### Clubes
Actualizado al último partido disputado el 23 de abril de 2025.
| Club                               | Div.          | Temporada     | Liga  | Liga  | Copas nacionales | Copas nacionales | Copas internacionales | Copas internacionales | Total | Total |
| Club                               | Div.          | Temporada     | Part. | Goles | Part.            | Goles            | Part.                 | Goles                 | Part. | Goles |
| ---------------------------------- | ------------- | ------------- | ----- | ----- | ---------------- | ---------------- | --------------------- | --------------------- | ----- | ----- |
| R. C. D. Espanyol "B" · España     | 2.ª B         | 2013-14       | 20    | 0     | —                | —                | —                     | —                     | 20    | 0     |
| R. C. D. Espanyol "B" · España     | 2.ª B         | 2014-15       | 1     | 0     | —                | —                | —                     | —                     | 1     | 0     |
| R. C. D. Espanyol "B" · España     | Total club    | Total club    | 21    | 0     | 0                | 0                | 0                     | 0                     | 21    | 0     |
| R. C. D. Espanyol · España         | 1.ª           | 2014-15       | 5     | 0     | 0                | 0                | —                     | —                     | 5     | 0     |
| R. C. D. Espanyol · España         | Total club    | Total club    | 5     | 0     | 0                | 0                | 0                     | 0                     | 5     | 0     |
| Villarreal C. F. · España          | 1.ª           | 2014-15       | 10    | 0     | 0                | 0                | 2                     | 0                     | 12    | 0     |
| Villarreal C. F. · España          | 1.ª           | 2015-16       | 25    | 0     | 3                | 0                | 7                     | 1                     | 35    | 1     |
| Manchester United F. C. Inglaterra | 1.ª           | 2016-17       | 25    | 0     | 2                | 0                | 11                    | 0                     | 38    | 0     |
| Manchester United F. C. Inglaterra | 1.ª           | 2017-18       | 13    | 1     | 2                | 0                | 3                     | 0                     | 18    | 1     |
| Manchester United F. C. Inglaterra | 1.ª           | 2018-19       | 12    | 0     | 2                | 0                | 4                     | 0                     | 18    | 0     |
| Manchester United F. C. Inglaterra | 1.ª           | 2019-20       | 4     | 0     | 3                | 0                | 4                     | 0                     | 11    | 0     |
| Manchester United F. C. Inglaterra | 1.ª           | 2020-21       | 12    | 0     | 4                | 0                | 5                     | 0                     | 21    | 0     |
| Manchester United F. C. Inglaterra | 1.ª           | 2021-22       | 4     | 0     | 1                | 0                | 2                     | 0                     | 7     | 0     |
| Manchester United F. C. Inglaterra | Total club    | Total club    | 70    | 1     | 14               | 0                | 29                    | 0                     | 113   | 1     |
| Olympique de Marsella Francia      | 1.ª           | 2022-23       | 17    | 0     | 1                | 0                | 5                     | 0                     | 23    | 0     |
| Olympique de Marsella Francia      | Total club    | Total club    | 17    | 0     | 1                | 0                | 5                     | 0                     | 23    | 0     |
| Beşiktaş J. K. Turquía             | 1.ª           | 2023-24       | 5     | 0     | ―                | ―                | 3                     | 0                     | 8     | 0     |
| Beşiktaş J. K. Turquía             | Total club    | Total club    | 5     | 0     | 0                | 0                | 3                     | 0                     | 8     | 0     |
| Villarreal C. F. · España          | 1.ª           | 2023-24       | 10    | 0     | 1                | 0                | 2                     | 0                     | 13    | 0     |
| Villarreal C. F. · España          | 1.ª           | 2024-25       | 12    | 0     | 0                | 0                | —                     | —                     | 12    | 0     |
| Villarreal C. F. · España          | Total club    | Total club    | 57    | 0     | 4                | 0                | 11                    | 1                     | 72    | 1     |
| Real Oviedo · España               | 1.ª           | 2025-26       | 0     | 0     | 0                | 0                | —                     | —                     | 0     | 0     |
| Real Oviedo · España               | Total club    | Total club    | 0     | 0     | 0                | 0                | 0                     | 0                     | 0     | 0     |
| Total carrera                      | Total carrera | Total carrera | 175   | 1     | 19               | 0                | 48                    | 1                     | 242   | 2     |

## Palmarés

### Títulos nacionales
| Título           | Club                    | País       | Año     |
| ---------------- | ----------------------- | ---------- | ------- |
| Community Shield | Manchester United F. C. | Inglaterra | 2016    |
| Copa de la Liga  | Manchester United F. C. | Inglaterra | 2016-17 |

### Títulos internacionales
| Título                    | Club (*)                | Sede              | Año     |
| ------------------------- | ----------------------- | ----------------- | ------- |
| Copa Africana de Naciones | Costa de Marfil         | Guinea Ecuatorial | 2015    |
| Liga Europa de la UEFA    | Manchester United F. C. | Solna             | 2016-17 |

(*) Incluyendo la selección.